# Fidel (Vorname)

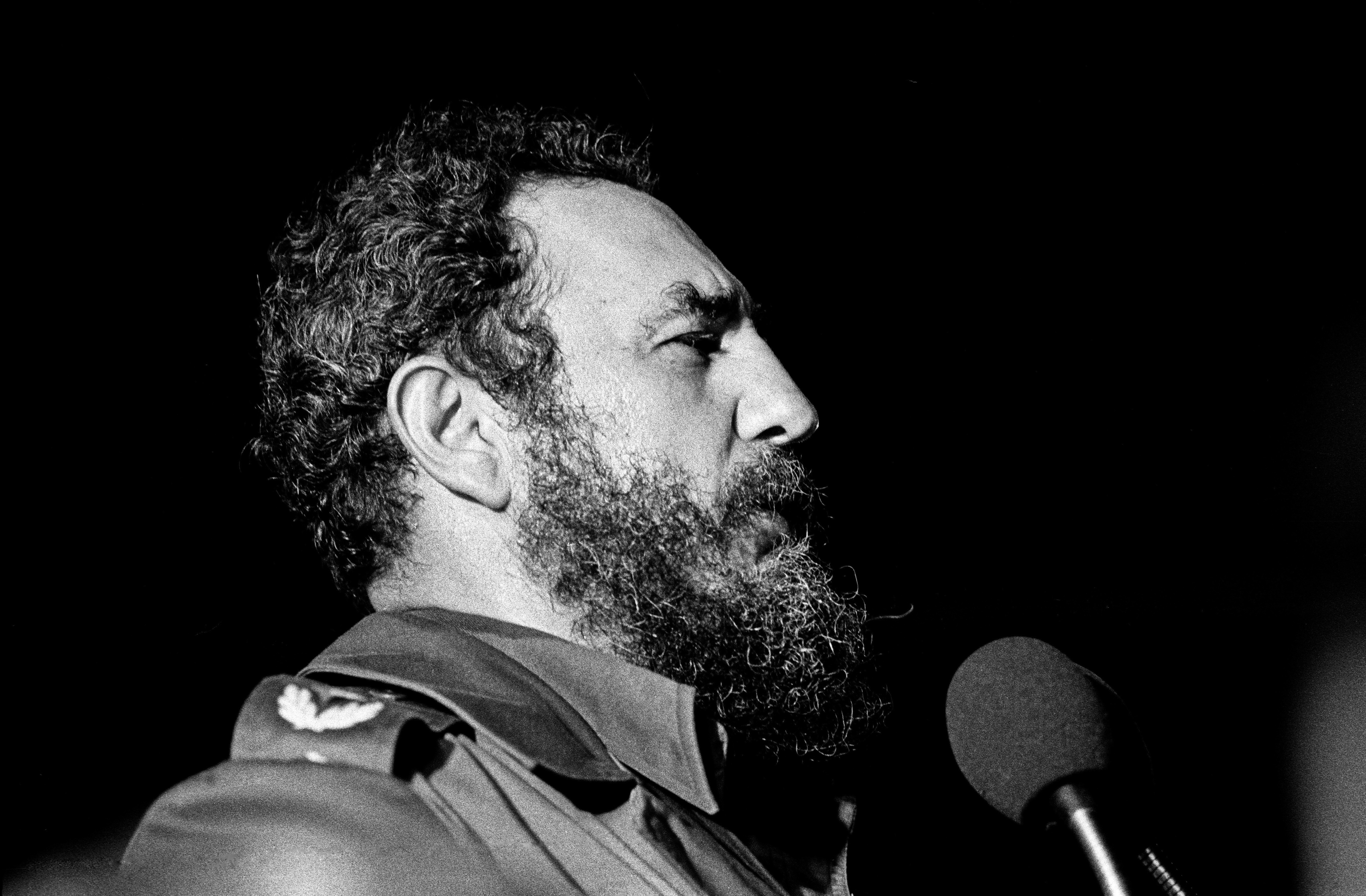
Fidel Castro, Havana, 1978

Fidel ist ein männlicher Vorname spanischer Herkunft. Er geht auf den lateinischen Wortstamm fides (Vertrauen, Treue) zurück. Im deutschen Sprachraum wird der Name meist als Kurzform des Namens Fidelis nach dem Heiligen Fidelis von Sigmaringen gebraucht.

## Bekannte Namensträger (alphabetisch)
- Fidel André (1770–1827), von 1824 bis 1827 Oberbürgermeister von Freiburg im Breisgau
- Fidel von Baur-Breitenfeld (Diplomat) (1835–1886), württembergischer Diplomat und Gesandter
- Fidel von Baur-Breitenfeld (General) (1805–1882), württembergischer Generalleutnant und Kriegsminister
- Fidel Binz (1850–1920), deutscher Bildhauer
- Fidel Brunhart (1900–1970), liechtensteinischer Politiker
- Fidel Castro (1926/27–2016), kubanischer Staatschef und Revolutionsführer
- Fidel Castro Díaz-Balart (1949–2018), kubanischer Atomphysiker und Sohn von Fidel Castro
- Fidel Hollinger (1818–1889), deutscher Buchdrucker und Publizist des Vormärz und der Märzrevolution von 1848/1849
- Fidel Kröner (1839–1904), österreichischer Steinmetz und Baumeister
- Fidel Martínez (* 1990), ecuadorianischer Fußballspieler
- Fidel Nadal (* 1965), argentinischer Sänger und Songwriter
- Fidel Pagés (1886–1923), spanischer Militärarzt und Entwickler der Periduralanästhesie
- Fidel Peugeot (* 1969),  Schweizer Grafik- und Schrift-Designer
- Fidel Rädle (1935–2021), deutscher Mediävist
- Fidel Ramos (1928–2022), General und Präsident der Philippinen
- Fidel Sánchez Hernández (1917–2003), salvadorianischer General und 1967 bis 1972 Präsident von El Salvador
- Fidel Sporer (1731–1811), deutscher Bildhauer des Rokoko
- Fidel Uriarte (1945–2016), spanischer Fußballspieler
- Fidel Wagner (1912–1945), deutscher Skilangläufer und Nordischer Kombinierer
- Fidel Markus Wohlwend (1808–1883), österreichischer Gutsbesitzer und Politiker
- Fidel Zurlauben (1675–1731), der letzte politische Vertreter des Geschlechts Zurlauben aus Zug in der Schweiz
- Beat Fidel Zurlauben (1720–1799), der letzte männliche Nachkomme der Familie Zurlauben